# Janschology
Janschology is een studioalbum/EP van Gordon Giltrap. Het is een eerbetoon aan zijn grote voorbeeld Bert Jansch. Giltrap speelt op dit album enige werken die Jansch ook op zijn repertoire had staan. De laatste track is van Giltrap zelf als voorbeeld hoe Jansch de muziek van Giltrap beïnvloed heeft. Het album bevat in Running from home eindelijk weer eens de zangstem van Giltrap, nadat hij dat sinds de midden jaren ’70 achter zich had gelaten.

## Musici
- Gordon Giltrap – gitaar, zang

## Muziek
| Nr. | Titel                                              | Duur |
| --- | -------------------------------------------------- | ---- |
| 1.  | The first time ever I saw your face (Ewan MacColl) | 2:50 |
| 2.  | Angie (Angelina) (Davy Graham)                     | 2:47 |
| 3.  | Running from home (Jansch)                         | 3:26 |
| 4.  | Chambertin (Jansch)                                | 2:10 |
| 5.  | Blackwaterside (traditional)                       | 2:21 |
| 6.  | Roots (Giltrap)                                    | 6:09 |